# Avenue Dailly
Pour les articles homonymes, voir Dailly.
L'avenue Dailly (en néerlandais : Daillylaan) est une avenue bruxelloise de la commune de Schaerbeek qui va de l'avenue Rogier à la place Dailly en passant par la rue Monrose, la rue Eugène Smits, la rue Albert de Latour, la place Colonel Bremer, la rue François Bossaerts, l'avenue Clays et la rue Joseph Coosemans.

## Origine du nom
L'avenue porte le nom d'un ancien bourgmestre (1864-1873) schaerbeekois, Eugène Dailly, né à Gilly en 1814 et décédé à Schaerbeek en 1873.

D'autres voies ont reçu le nom d'un ancien bourgmestre schaerbeekois :
- place Colignon
- avenue Docteur Dejase
- avenue Raymond Foucart
- rue Geefs
- place Général Meiser
- rue Goossens
- rue Herman
- avenue Huart Hamoir
- rue Guillaume Kennis
- rue Ernest Laude
- rue Massaux
- boulevard Auguste Reyers
- rue Van Hove

## Adresses notables
- no 48 : Maison Les Chats
- nos 90-92 : Œuvre Nationale des Aveugles (ONA)
- no 124 : Lycée Émile Max no 2
- no 136 : Église Sainte-Alice
- no 208 : Maison de quartier Dailly
- no 243 : Carrefour Express

## Galerie de photos

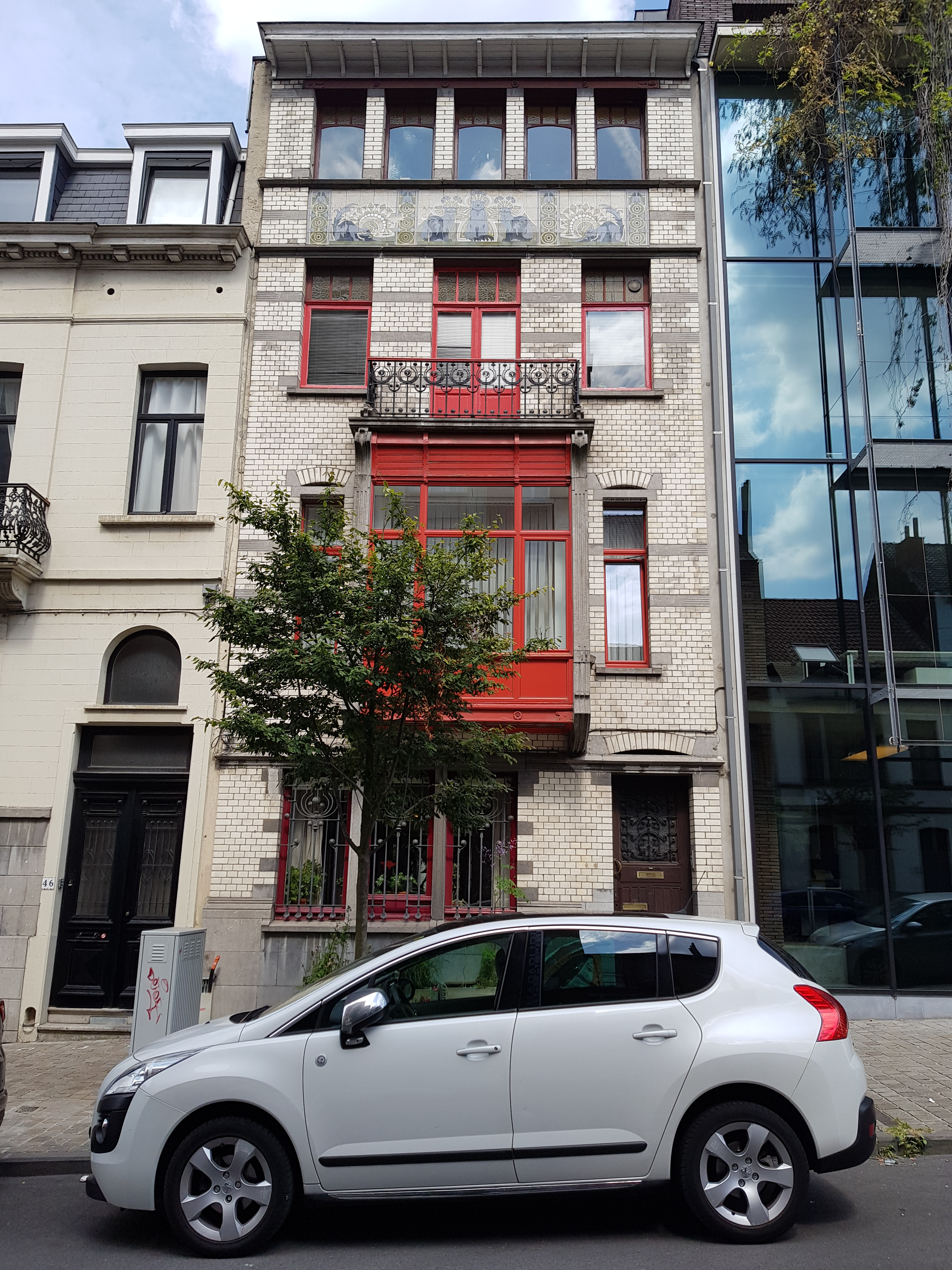
Maison Les Chats
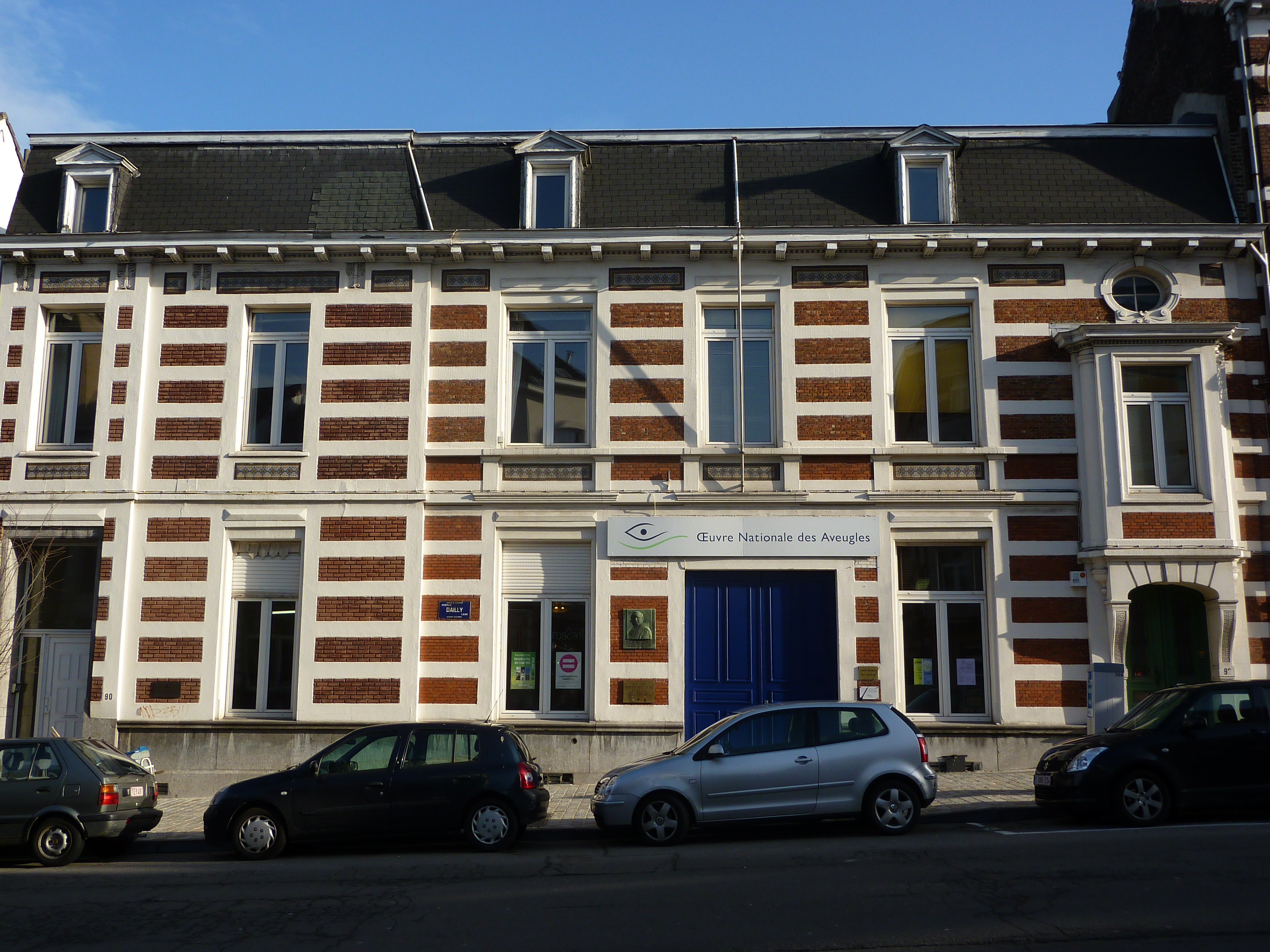
Œuvre Nationale des Aveugles
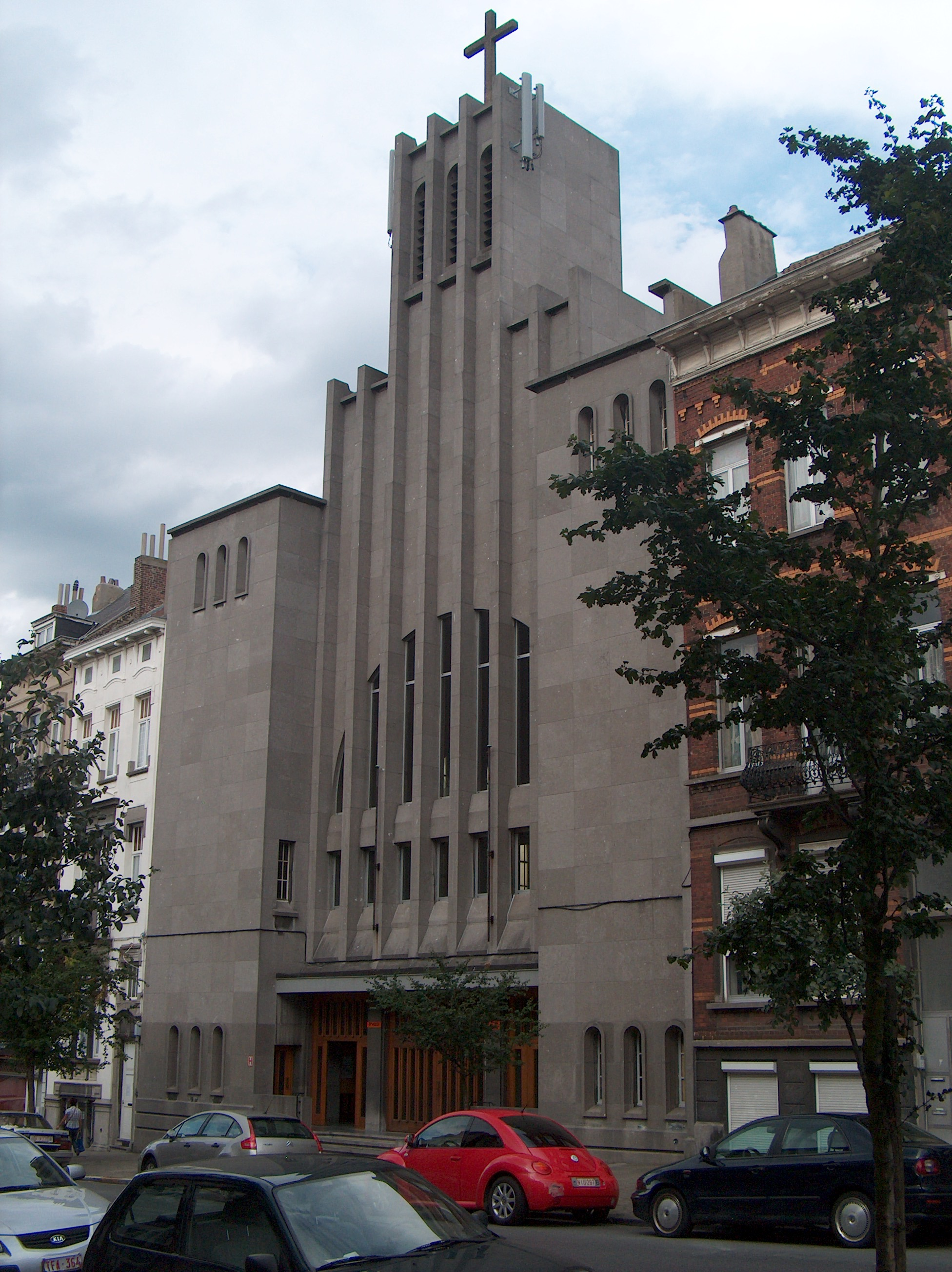
Église Sainte-Alice